# أوشانيت
أوشانيت (بالبلغارية: Ошаните)‏ قرية تقع إدارياً ضمن تريافنا في بلغاريا. ويبلغ عدد سكانها 0 نسمة حسب تعداد 31 ديسمبر 2011. تعتمد أوشانيت للبريد على الرمز البريدي 5350.